# Ilam (Verwaltungsbezirk)
Ilam  (persisch شهرستان ایلام) ist ein Schahrestan in der Provinz Ilam im Iran. Er enthält die Stadt Ilam, welche die Hauptstadt des Verwaltungsbezirks ist. 

## Kreise
- Zentral (بخش مرکزی)
- Chuar (بخش چوار)

## Demografie
Bei der Volkszählung 2016 betrug die Einwohnerzahl des Schahrestan 235.144. Die Alphabetisierung lag bei 89 Prozent der Bevölkerung. Knapp 85 Prozent der Bevölkerung lebten in urbanen Regionen.
| Zensusjahr | Einwohnerzahl |
| ---------- | ------------- |
| 2011       | 213.579       |
| 2016       | 235.144       |